# Kaltenlengsfeld
Kaltenlengsfeld – dzielnica miasta Kaltennordheim w Niemczech, w kraju związkowym Turyngia, w powiecie Wartburg. Do 30 grudnia 2013 samodzielna gmina wchodząca w skład wspólnoty administracyjnej Oberes Feldatal.